# ¿Quién es la máscara? (programa de televisión mexicano)
¿Quién es la máscara? es un programa de variedades mexicano, con un concepto similar al de un reality show. Está basado en el programa estadounidense The Masked Singer, que a su vez está basado en el programa surcoreano, King of Mask Singer.
Es producido por Televisa en colaboración con Endemol Shine Group, siendo la segunda adaptación de la franquicia en el continente americano.
Es conducido por Omar Chaparro, excepto la tercera temporada, cuando Adrián Uribe se encargó de la conducción. Se estrenó en México el 25 de agosto de 2019, a las 8:30 de la noche, por la cadena Las Estrellas.

## Formato
Un total de entre dieciséis o diecinueve celebridades compiten en el programa de manera anónima con trajes o disfraces en más de siete episodios. En cada episodio, una parte de los competidores se empareja en competiciones de enfrentamiento, en las que cada uno interpretará una canción de su preferencia. De cada enfrentamiento, los panelistas y el público en vivo votan; el ganador está calificado para la siguiente semana, mientras que el perdedor es eliminado por votación del público mediante una aplicación utilizada exclusivamente en el foro. Al final del episodio, los perdedores de los enfrentamientos se someten a los votos anteriores de los panelistas para determinar quiénes no continuarán; La celebridad eliminada se quita la máscara para revelar su identidad.

## Producción
El 5 de abril de 2019, la cadena Televisa, a través de un comunicado de prensa, anunció la compra del reality show The Masked Singer de acuerdo con la alianza que tiene con Endemol Shine Latino en cuanto a producir nuevos contenidos para la audiencia mexicana.
La adquisición del formato The Masked Singer por parte de Televisa, se dio a raíz de que en años anteriores Televisa poseía los derechos del talent show The Voice, hasta que en diciembre de 2018 se confirmó que Televisa perdió los derechos de dicho programa, por lo que la empresa decidió buscar nuevos programas para nuevamente captar a la audiencia.
El 17 de junio de 2019 se llevó a cabo la presentación a los medios del reality show, que optaron por titularlo ¿Quién Es La Máscara?. Así mismo, se confirmó al panel de jueces conformado por Adrián Uribe, Consuelo Duval, Yuri y Carlos Rivera. Su fecha de estreno fue el domingo 25 de agosto de 2019 por Las Estrellas.
En 2021 se confirmó su nominación a los Premios Emmy Internacional debido a que su segunda temporada conducida por Omar Chaparro fuera elegida entre varios otros reality incluyendo su versión británica The Masked Singer y el reality surcoreano I-Land teniendo en los Emmys otras 44 producciones de 24 países alrededor del mundo de los cuales Los ganadores fueron anunciados el 22 de noviembre, en una ceremonia presencial en Nueva York con el resultado de tener como ganador a la versión británica en la categoría de mejor programa sin guion.
Para la cuarta temporada, en septiembre de 2022 se confirmaría mediante redes sociales el inicio de las grabaciones del programa regresando Omar Chaparro a la conducción.
Para la quinta temporada, el reparto de conductores y jueces se reveló a partir septiembre de 2023 a través de los programas de variedades y espectáculos de Televisa y otras redes sociales. Omar Chaparro regresaba junto con Marisol González en la conducción. Para el panel de investigadores regresaban Yuri, Carlos Rivera y Juanpa Zurita, con la actriz Martha Higareda como nuevo integrante del panel. La quinta temporada inició el 15 de octubre de 2023.
En la sexta temporada se confirmó en agosto de 2024 que Carlos Rivera, Juanpa Zurita y Martha Higareda permanecen como investigadores y la cantante mexicana Anahí toma el lugar de Yuri como investigadora.

## Equipo de investigadores
| Omar Chaparro    | ●            | ●                   | *                   | ●                   | ●                   | ●                   |
| Adrián Uribe     |              |                     | ●                   |                     |                     |                     |
| Coconductor      |              |                     |                     |                     |                     |                     |
| Natalia Téllez   | ●            | ●                   |                     |                     |                     |                     |
| Alan Estrada     |              |                     | ●                   |                     |                     |                     |
| Marisol González |              |                     |                     | ●                   | ●                   | ●                   |
| Kiara Ortega     | No participó | No participó        | No participó        | No participó        | No participó        | ●                   |
| Investigadores   |              |                     |                     |                     |                     |                     |
| Consuelo Duval   | ●            | ●                   |                     |                     |                     |                     |
| Adrián Uribe     | ●            | Conductor en la 3ra | Conductor en la 3ra | Conductor en la 3ra | Conductor en la 3ra | Conductor en la 3ra |
| Carlos Rivera    | ●            | ●                   | ●                   | ●                   | ●                   | ●                   |
| Yuri             | ●            | ●                   | ●                   | ●                   | ●                   |                     |
| Juanpa Zurita    |              | ●                   | ●                   | ●                   | ●                   | ●                   |
| Mónica Huarte    |              |                     | ●                   |                     |                     |                     |
| Galilea Montijo  |              |                     |                     | ●                   |                     |                     |
| Martha Higareda  |              |                     |                     |                     | ●                   | ●                   |
| Anahí            |              |                     |                     |                     |                     | ●                   |

Leyenda:
     El conductor participó en la temporada.
     El coconductor participó en la temporada.
     El investigador participó en la temporada.
     El conductor o investigador no participó en la temporada.

### Temporada 1 (2019)
Presentadores
| Nombre         | Ocupación                                 | Rol                       |
| -------------- | ----------------------------------------- | ------------------------- |
| Omar Chaparro  | Actor, comediante, cantante y presentador | Conductor                 |
| Natalia Téllez | Actriz y presentadora                     | Coconductora de backstage |
| Paola Rojas    | presentadora                              | Voz en off                |

Investigadores
| Nombre         | Ocupación                       | Rol                     |
| -------------- | ------------------------------- | ----------------------- |
| Consuelo Duval | Actriz, comediante y conductora | Investigadora del panel |
| Carlos Rivera  | Cantante, compositor y actor    | Investigador del panel  |
| Yuri           | Cantante                        | Investigadora del panel |
| Adrián Uribe   | Actor, comediante y conductor   | Investigador del panel  |

Invitados
| Nombre          | Ocupación                       | Rol                     |
| --------------- | ------------------------------- | ----------------------- |
| Miguel Herrera  | Exfutbolista y director técnico | Investigador del panel  |
| Paz Vega        | Actriz y modelo                 | Investigadora del panel |
| Michelle Renaud | Actriz                          | Investigadora del panel |
| Natalia Jiménez | Cantante                        | Presentación musical    |
| Gloria Trevi    | Cantante                        | Presentación musical    |

### Temporada 2 (2020)
Presentadores
| Nombre         | Ocupación                                 | Rol                       |
| -------------- | ----------------------------------------- | ------------------------- |
| Omar Chaparro  | Actor, comediante, cantante y presentador | Conductor                 |
| Natalia Téllez | Actriz y presentadora                     | Coconductora de backstage |
| Paola Rojas    | Presentadora y conductora                 | Voz en off                |

Investigadores
| Nombre         | Ocupación                       | Rol                     |
| -------------- | ------------------------------- | ----------------------- |
| Consuelo Duval | Actriz, comediante y conductora | Investigadora del panel |
| Carlos Rivera  | Cantante, compositor y actor    | Investigador del panel  |
| Yuri           | Cantante                        | Investigadora del panel |
| Juanpa Zurita  | Influencer                      | Investigador del panel  |

Invitados
| Nombre                                 | Ocupación                       | Rol                                           |
| -------------------------------------- | ------------------------------- | --------------------------------------------- |
| Vadhir Derbez                          | Actor, cantante e influencer    | Presentación musical                          |
| Patricia Manterola                     | Actriz, cantante y presentadora | Presentación musical                          |
| Mario Bautista                         | Cantante e influencer           | Presentación musical e investigador del panel |
| Itatí Cantoral                         | Actriz                          | Investigadora del panel                       |
| Paola Rojas                            | Periodista                      | Investigadora del panel                       |
| El Escorpión Dorado                    | Youtuber y periodista           | Investigador del panel                        |
| Galilea Montijo                        | Presentadora y actriz           | Investigadora del panel                       |
| Edwin Luna y La Trakalosa de Monterrey | Banda                           | Presentación musical                          |
| Mau y Ricky                            | Cantantes                       | Presentación musical                          |

### Temporada 3 (2021)
Presentadores
| Nombre       | Ocupación                       | Rol                      |
| ------------ | ------------------------------- | ------------------------ |
| Adrián Uribe | Actor, comediante y presentador | Conductor                |
| Alan Estrada | Actor, cantante y Youtuber      | Coconductor de backstage |
| Paola Rojas  | Presentadora y conductora       | Voz en off               |

Investigadores
| Nombre        | Ocupación                      | Rol                     |
| ------------- | ------------------------------ | ----------------------- |
| Mónica Huarte | Actriz, empresaria y escritora | Investigadora del panel |
| Carlos Rivera | Cantante, compositor y actor   | Investigador del panel  |
| Yuri          | Cantante                       | Investigadora del panel |
| Juanpa Zurita | Influencer                     | Investigador del panel  |

Invitados
| Nombre         | Ocupación                                 | Rol                                           |
| -------------- | ----------------------------------------- | --------------------------------------------- |
| Omar Chaparro  | Actor, comediante, cantante y presentador | Investigador del panel y presentación musical |
| Joey Montana   | Cantautor                                 | Presentación musical                          |
| Vadhir Derbez  | Actor, comediante e Influencer            | Investigador del panel                        |
| María León     | Actriz, bailarina y cantante              | Investigadora del panel                       |
| Erika Buenfil  | Actriz                                    | Investigadora del panel                       |
| Lorena Herrera | Actriz y cantante                         | Investigadora del panel                       |
| Pandora        | Agrupación musical                        | Presentación musical                          |
| Flans          | Agrupación musical                        | Presentación musical                          |
| Reik           | Agrupación musical                        | Presentación musical                          |
| Gloria Trevi   | Cantautora, actriz y empresaria           | Presentación musical                          |

### Temporada 4 (2022)
Presentadores
| Nombre                 | Ocupación                                 | Rol                       |
| ---------------------- | ----------------------------------------- | ------------------------- |
| Omar Chaparro          | Actor, comediante, cantante y presentador | Conductor                 |
| Marisol González Casas | Actriz y presentadora                     | Coconductora de backstage |
| Paola Rojas            | Presentadora y conductora                 | Voz en off                |

Investigadores
| Nombre          | Ocupación                    | Rol                     |
| --------------- | ---------------------------- | ----------------------- |
| Carlos Rivera   | Cantante, compositor y actor | Investigador del panel  |
| Yuri            | Cantante                     | Investigadora del panel |
| Juanpa Zurita   | Actor e influencer           | Investigador del panel  |
| Galilea Montijo | Actriz y conductora          | Investigadora del panel |

Invitados
| Nombre               | Ocupación                                               | Rol                     |
| -------------------- | ------------------------------------------------------- | ----------------------- |
| Kalimba              | Cantante                                                | Presentación musical    |
| Carlos Ponce         | Cantautor, actor y presentador                          | Investigador del panel  |
| Irina Baeva          | Actriz                                                  | Investigadora del panel |
| Kenia Os             | Cantante, celebridad de internet, Youtuber y empresaria | Investigadora del panel |
| Ana Claudia Talancón | Actriz, presentadora                                    | Investigadora del panel |
| Camila               | Agrupación musical                                      | Presentación musical    |
| Jesse & Joy          | Dúo de música                                           | Presentación musical    |

### Temporada 5 (2023)
Presentadores
| Nombre                 | Ocupación                                 | Rol                       |
| ---------------------- | ----------------------------------------- | ------------------------- |
| Omar Chaparro          | Actor, comediante, cantante y presentador | Conductor                 |
| Marisol González Casas | Actriz y presentadora                     | Coconductora de backstage |
| Paola Rojas            | Presentadora y conductora                 | Voz en off                |

Investigadores
| Nombre          | Ocupación                    | Rol                     |
| --------------- | ---------------------------- | ----------------------- |
| Carlos Rivera   | Cantante, compositor y actor | Investigador del panel  |
| Yuri            | Cantante                     | Investigadora del panel |
| Juanpa Zurita   | Influencer                   | Investigador del panel  |
| Martha Higareda | Actriz                       | Investigadora del panel |

Invitados
| Nombre        | Ocupación                         | Rol                     |
| ------------- | --------------------------------- | ----------------------- |
| Wendy Guevara | Influencer                        | Investigadora del panel |
| María José    | Cantante                          | Investigadora del panel |
| Diego Torres  | Cantante y actor                  | Investigador del panel  |
| Emmanuel      | Cantante, empresario y compositor | Investigador del panel  |
| Ha*Ash        | Grupo musical                     | Presentación musical    |
| María José    | Cantante                          | Presentación musical    |

### Temporada 6 (2024)
Presentadores
| Nombre                 | Ocupación                                 | Rol                       |
| ---------------------- | ----------------------------------------- | ------------------------- |
| Omar Chaparro          | Actor, comediante, cantante y presentador | Conductor                 |
| Marisol González Casas | Actriz y presentadora                     | Coconductora de backstage |
| Cynthia Urías          | Presentadora y conductora                 | Voz en off                |

Investigadores
| Nombre          | Ocupación                    | Rol                     |
| --------------- | ---------------------------- | ----------------------- |
| Carlos Rivera   | Cantante, compositor y actor | Investigador del panel  |
| Anahí           | Cantante y actriz            | Investigadora del panel |
| Juanpa Zurita   | Influencer                   | Investigador del panel  |
| Martha Higareda | Actriz                       | Investigadora del panel |

Invitados
| Nombre           | Ocupación  | Rol                                            |
| ---------------- | ---------- | ---------------------------------------------- |
| Marta Sánchez    | Cantautora | Presentación musical e investigadora del panel |
| Bárbara de Regil | Actriz     | Investigadora del Panel                        |
| Karime Pindter   | Influencer | Investigadora del panel                        |

## Participantes

### Primera temporada (2019)
| Personaje | Famoso               | Ocupación                         | Resultado      |
| --------- | -------------------- | --------------------------------- | -------------- |
| Camaleón  | Vadhir Derbez        | Actor, cantante e influencer      | Ganador        |
| Lechuza   | Patricia Manterola   | Cantante y actriz                 | 2.º lugar      |
| Cebra     | Mario Bautista       | Cantante e influencer             | 3.ᵉʳ lugar     |
| Monstruo  | Michelle Rodríguez   | Actriz, cantante y comediante     | 4.º lugar      |
| Conejo    | Natalia Sosa         | Actriz de teatro y cantante       | 5.º lugar      |
| Zorro     | Regina Blandón       | Actriz y cantante                 | 11.ª eliminada |
| Minotauro | Alan Ibarra          | Cantante y actor                  | 10.º eliminado |
| Marciano  | José Manuel Figueroa | Cantante y actor                  | 9.º eliminado  |
| Gato      | Ilse Olivo           | Cantautora, actriz y presentadora | 8.ª eliminada  |
| Catrina   | Rocío Banquells      | Cantante y actriz                 | 7.ª eliminada  |
| Pez       | Stephanie Cayo       | Actriz, cantante y modelo         | 6.ª eliminada  |
| Águila    | Laureano Brizuela    | Cantante                          | 5.º eliminado  |
| Abejorro  | Claudio Yarto        | Cantante e integrante de Caló     | 4.º eliminado  |
| Panda     | Alejandro Suárez     | Actor y comediante                | 3.ᵉʳ eliminado |
| Gallo     | Moisés Muñoz         | Exfutbolista                      | 2.ª eliminada  |
| Ciervo    | Johnny Lozada        | Actor y cantante                  | 1.ᵉʳ eliminado |

### Segunda temporada (2020)
| Personaje  | Famoso                    | Ocupación                     | Resultado     |
| ---------- | ------------------------- | ----------------------------- | ------------- |
| Disco Ball | María León                | Cantante, actriz y bailarina  | Ganadora      |
| Mapache    | Paty Cantú                | Cantante                      | 2° Lugar      |
| Oso Polar  | Edén Muñoz                | Cantante                      | 3° Lugar      |
| Zombi      | Jesse Huerta              | Cantante                      | 4° Lugar      |
| Elefante   | Laura Flores              | Actriz y cantante             | 5° Lugar      |
| Unicornio  | Cassandra Sánchez Navarro | Actriz                        | 13° Eliminada |
| Quetzal    | Mane de la Parra          | Actor y cantante              | 12° Eliminado |
| Jalapeño   | Alan Estrada              | Actor, cantante y Youtuber    | 11° Eliminado |
| Cerbero    | El Escorpión Dorado       | Youtuber y periodista         | 10° Eliminado |
| Xolo       | Arath de la Torre         | Actor y comediante            | 9° Eliminado  |
| Pantera    | Christian Chávez          | Actor y cantante              | 8° Eliminado  |
| Duende     | Rommel Pacheco            | Clavadista                    | 7° Eliminado  |
| Tortuga    | Braulio Luna              | Exfutbolista                  | 6° Eliminado  |
| Lele       | Nath Campos               | Actriz, influencer y cantante | 5° Eliminada  |
| Medusa     | Dulce                     | Cantante y actriz             | 4° Eliminada  |
| Banana     | Marjorie de Sousa         | Actriz y modelo               | 3° Eliminada  |
| Ratón      | Mariana Seoane            | Actriz y cantante             | 2° Eliminada  |
| Monstruo   | Poncho de Nigris          | Actor e influencer            | 1° Eliminado  |

### Tercera temporada (2021)
| Personaje              | Famoso                    | Ocupación                      | Resultado         |
| ---------------------- | ------------------------- | ------------------------------ | ----------------- |
| Apache                 | Kalimba                   | Cantante                       | Ganador           |
| Gitana                 | Gala Montes               | Actriz y cantante              | 2° Lugar          |
| La Hueva               | Emilio Osorio             | Actor y cantante               | 3° Lugar          |
| Perezoso               | Erik Rubín                | Actor y cantante               | 4° Lugar          |
| Carnívora              | Tatiana                   | Cantante                       | 5° Lugar          |
| Androide               | Sandra Echeverría         | Actriz                         | 13° Eliminada     |
| Leona                  | Dulce María               | Cantautora y actriz            | 12° Eliminada     |
| Sapo                   | Noel Schajris             | Cantantautor                   | 11° Eliminado     |
| Búho                   | Carlos Ponce              | Actor, cantautor y presentador | 10° Eliminado     |
| Monstruo de las Nieves | María del Sol             | Cantante                       | 9° Eliminada      |
| Sirena                 | Lorena Herrera            | Actriz y cantante              | 8° Eliminada      |
| Jocho                  | Emmanuel Palomares        | Actor                          | 7° Eliminado      |
| Zarigüeya              | Faisy                     | Actor y comediante             | 6° Eliminado      |
| Hormiga reina          | Adriana Monsalve          | Periodista deportiva           | 5° Eliminada      |
| Caperuza               | Kunno                     | Influencer                     | 4° Eliminado      |
| Perro Callejero        | Ricardo "El Finito" López | Ex-boxeador                    | 3° Eliminado      |
| Caracol                | Paola Espinosa            | Clavadista                     | 2° Eliminada      |
| Brócoli                | Mauricio Garza            | Actor y comediante             | 1° Eliminado      |
| Máscaras invitadas     |                           |                                |                   |
| Hombre de Piedra       | Gloria Trevi              | Cantautora y empresaria        | Invitada Especial |

### Cuarta temporada (2022)
| Personaje          | Famoso                        | Ocupación                              | Resultado         |
| ------------------ | ----------------------------- | -------------------------------------- | ----------------- |
| Huacal             | JNS                           | Grupo musical                          | Ganador           |
| Alebrije           | Ana Bárbara                   | Actriz y cantante                      | 2° Lugar          |
| Bunch              | Ricardo Margaleff             | Actor                                  | 3° Lugar          |
| Koaláctico         | Edson Zúñiga y "El Compayito" | Comediante y comentarista deportivo    | 4° Lugar          |
| Triki              | Biby Gaytán                   | Actriz y cantante                      | 5° Lugar          |
| Kid Bengala        | Román Torres                  | Integrante de la banda musical Matisse | 13° Eliminado     |
| Geisha             | Irán Castillo                 | Actriz y cantante                      | 12° Eliminada     |
| Grafiti            | Beto Cuevas                   | Músico, actor y diseñador              | 11° Eliminado     |
| Elvestruz          | Pablo Montero                 | Actor y cantante                       | 10° Eliminado     |
| Dálmata            | Fernanda Meade                | Integrante del trío musical Pandora    | 9° Eliminada      |
| Jinete             | José Ron                      | Actor                                  | 8° Eliminado      |
| Bot                | Diego Schoening               | Actor, conductor y cantante            | 7° Eliminado      |
| Cactus             | Fernando Carrillo             | Actor                                  | 6° Eliminado      |
| Alfiletero         | Litzy                         | Actriz                                 | 5° Eliminada      |
| Cornelio           | Pee Wee                       | Cantante y compositor                  | 4° Eliminado      |
| Rey egipcio        | Adrián Uribe                  | Actor, comediante y presentador        | 3° Eliminado      |
| Escoba             | Mariana Juárez                | Boxeadora                              | 2° Eliminada      |
| Pulpo              | Lele Pons                     | Personalidad de internet               | 1° Eliminada      |
| Máscaras invitadas |                               |                                        |                   |
| Doctor Veneno      | Salvador Zerboni              | Actor                                  | Invitado especial |

### Quinta temporada (2023)
| Personaje          | Famoso                        | Ocupación                                  | Resultado         |
| ------------------ | ----------------------------- | ------------------------------------------ | ----------------- |
| Puercoespunk       | Bárbara de Regil              | Actriz                                     | Ganador           |
| José Ramonstruo    | Carlos Baute                  | Cantautor                                  | 2° Lugar          |
| Jaguar             | Gabo Montiel "Werevertumorro" | Personalidad de Internet                   | 3° Lugar          |
| Huesos             | Yordi Rosado                  | Conductor, productor y autor               | 4° Lugar          |
| Pastelito          | Ivonne Montero                | Actriz                                     | 5° Lugar          |
| Dientes            | Paul Stanley                  | Actor y conductor                          | 14° Eliminado     |
| Llama              | Alejandra Espinoza            | Ex-Reina de belleza, actriz y presentadora | 13° Eliminada     |
| Hada               | Mariazel Olle Casals          | Conductora, actriz y modelo                | 12° Eliminada     |
| Bombona            | Kika Edgar                    | Actriz y cantante                          | 11° Eliminada     |
| Carritos Chocones  | Alan Ibarra                   | Grupo musical Magneto                      | 10° Eliminados    |
| Carritos Chocones  | Hugo de la Barreda            | Grupo musical Magneto                      | 10° Eliminados    |
| Carritos Chocones  | Mauri Stern                   | Grupo musical Magneto                      | 10° Eliminados    |
| Carritos Chocones  | Toño Beltranena               | Grupo musical Magneto                      | 10° Eliminados    |
| Avispa             | Chantal Andere                | Actriz y cantante                          | 9° Eliminada      |
| Sardinas           | Daniel Elbittar               | Actor                                      | 8° Eliminado      |
| Namasté            | Ernesto D'Alessio             | Cantante, político y actor                 | 7° Eliminado      |
| Pixel Boy          | Nicola Porcella               | Personalidad de TV                         | 6° Eliminado      |
| Bebé Alien         | Drake Bell                    | Actor, cantante y músico                   | 5° Eliminado      |
| Hechicera          | Lorena de la Garza            | Actriz                                     | 4° Eliminada      |
| Balero             | Jorge Muñiz                   | Actor y cantante                           | 3° Eliminado      |
| Girasol            | Cristián de la Fuente         | Actor                                      | 2° Eliminado      |
| Milagrito          | Mimí                          | Cantante                                   | 1° Eliminada      |
| Máscaras invitadas |                               |                                            |                   |
| Casa Embrujada     | Wendy Guevara                 | Influence                                  | Invitada especial |
| Caballero          | Diego Torres                  | Músico                                     | Invitado especial |

### Sexta temporada (2024)
| Personaje           | Famoso                 | Ocupación                                | Resultado     |
| ------------------- | ---------------------- | ---------------------------------------- | ------------- |
| Freddie Verdury     | Armando Hernández      | Actor                                    | Ganador       |
| Cacahuate Enchilado | Galilea Montijo        | Presentadora y actriz                    | 2° Lugar      |
| Huesito Peligroso   | Daniela Luján          | Actriz y cantante                        | 3° Lugar      |
| Ranastacia          | Ana Brenda Contreras   | Actriz                                   | 4° Lugar      |
| Tutupotama          | Yeri Mua               | Influencer, cantante y empresaria        | 5° Lugar      |
| Robotso             | Samo                   | Cantante                                 | 15° Eliminado |
| Venustiano          | Edwin Luna             | Cantante                                 | 14° Eliminado |
| PepeNador           | Alejandro de la Madrid | Actor                                    | 13° Eliminado |
| Azul                | Ninel Conde            | Cantante y actriz                        | 12° Eliminada |
| Camilo Mandrilo     | Irina Baeva            | Actriz                                   | 11° Eliminada |
| Ricardilla          | María Elena Saldaña    | Actriz y comediante                      | 10° Eliminada |
| Orni                | Sara Maldonado         | Actriz                                   | 9° Eliminada  |
| Dale Dale           | Manelyk González       | Chica reality, influencer y actriz       | 8° Eliminada  |
| Chepino Langostino  | Martín Ricca           | Actor y cantante                         | 7° Eliminado  |
| Pony                | Majo Aguilar           | Cantante y compositora                   | 6° Eliminada  |
| Maraña              | Rivers                 | Streamer                                 | 5° Eliminada  |
| María Joacuina      | Cynthia Urías          | Actriz y presentadora                    | 4° Eliminada  |
| Erik el Roto        | El Fantasma            | Cantante                                 | 3° Eliminado  |
| Micrófono           | Marko                  | Influencer, actor, cantante y comediante | 2° Eliminado  |
| Tucán               | Marta Sánchez          | Cantante                                 | 1° Eliminada  |

## Temporadas
| Temporada | Inicio de temporada   | Final de temporada      | Episodios | Participantes | Ganador                                | Segundo lugar                            | Tercer lugar                                 |
| --------- | --------------------- | ----------------------- | --------- | ------------- | -------------------------------------- | ---------------------------------------- | -------------------------------------------- |
| 1         | 25 de agosto de 2019  | 13 de octubre de 2019   | 8         | 16            | Vadhir Derbez como Camaleón            | Patricia Manterola como Lechuza          | Mario Bautista como Cebra                    |
| 2         | 11 de octubre de 2020 | 13 de diciembre de 2020 | 10        | 18            | María León como Disco Ball             | Paty Cantú como Mapache                  | Edén Muñoz como Oso Polar                    |
| 3         | 10 de octubre de 2021 | 19 de diciembre de 2021 | 10        | 18            | Kalimba como Apache                    | Gala Montes como Gitana                  | Emilio Osorio como La Hueva                  |
| 4         | 16 de octubre de 2022 | 18 de diciembre de 2022 | 10        | 18            | JNS como Huacal                        | Ana Bárbara como Alebrije                | Ricardo Margaleff como Bunch                 |
| 5         | 15 de octubre de 2023 | 17 de diciembre de 2023 | 10        | 19            | Bárbara de Regil como Puercoespunk     | Carlos Baute como José Ramonstruo        | Gabriel Montiel "Werevertumorro" como Jaguar |
| 6         | 20 de octubre de 2024 | 22 de diciembre de 2024 | 10        | 20            | Armando Hernández como Freddie Verdury | Galilea Montijo como Cacahuate Enchilado | Daniela Luján como Huesito Peligroso         |

### Ganadores Alternativos
Los productores del programa preparan dos finales alternativos para el episodio final de cada temporada, de modo que el ganador que se ve en las emisiones de un país se decide mediante las votaciones en tiempo real del pais en cuestión.
| Países         | Emisión                                  | Emisión |
| Países         | Televisa/Univision                       |         |
| -------------- | ---------------------------------------- | ------- |
|                | Sexta temporada 2024                     |         |
| México         | Armando Hernández como Freddie Verdury   |         |
| Estados Unidos | Galilea Montijo como Cacahuate Enchilado |         |

## Especiales
¿Quién es la máscara? Teletón 2019
Como parte del Teletón 2019, se llevó a cabo un especial en donde Diego Boneta, Patricia Manterola, Eugenio Derbez y Cristian de la Fuente formaron el panel de investigadores para descubrir a los famosos que se escondían detrás de Pez, Gato, Gallo y Conejo. La conducción estuvo a cargo de Galilea Montijo.
Participantes
| Personaje | Famoso         | Ocupación         | Resultado                 |
| --------- | -------------- | ----------------- | ------------------------- |
| Pez       | Ninel Conde    | Actriz y cantante | Ganadora                  |
| Gato      | Karol Sevilla  | Cantante y actriz | 2.º lugar                 |
| Gallo     | Juan Pablo Gil | Actor             | Eliminado en la 2.ª Ronda |
| Conejo    | Gaby Spanic    | Actriz y cantante | Eliminada en la 1.ª Ronda |

Interpretaciones en el especial
| #           | Personaje | Canción                                 | Identidad      | Votos | Resultado |
| ----------- | --------- | --------------------------------------- | -------------- | ----- | --------- |
| 1.º         | Pez       | Sin pijama de Becky G y Natti Natasha   | Oculta         | 1     | Gana      |
| 2.º         | Conejo    | Basta ya de Jenni Rivera                | Gaby Spanic    | 0     | Eliminado |
|             |           |                                         |                |       |           |
| 3.º         | Gato      | Regrésame mi corazón de Carlos Rivera   | Oculta         | 1     | Gana      |
| 4.º         | Gallo     | Provócame de Chayanne                   | Juan Pablo Gil | 0     | Eliminado |
|             |           |                                         |                |       |           |
| Ronda Final | Gato      | La mordidita de Ricky Martin            | Karol Sevilla  | 0     | 2.º lugar |
| Ronda Final | Pez       | No me acuerdo de Thalía y Natti Natasha | Ninel Conde    | 1     | Ganadora  |

¿Quién es la máscara? Teletón 2020
Como parte del Teletón 2020, se llevó a cabo el segundo especial en donde Juanpa Zurita, Consuelo Duval, Mario Bautista y Carlos Rivera formaron el panel de investigadores para descubrir a los famosos que se escondían detrás de Banana, Lele y Monstruo. La conducción corrió a cargo de Yuri.
Participantes
| Personaje | Famoso                       | Ocupación                     | Resultado                 |
| --------- | ---------------------------- | ----------------------------- | ------------------------- |
| Monstruo  | Luis Ángel Franco "El Flaco" | Cantante                      | Ganador                   |
| Banana    | Mauricio Garza               | Actor y comediante            | 2.º lugar                 |
| Lele      | Karla Díaz                   | Actriz, cantante y conductora | Eliminado en la 1.ª Ronda |

Interpretaciones en el especial
| #           | Personaje | Canción                           | Identidad                    | Votos                    | Resultado |
| ----------- | --------- | --------------------------------- | ---------------------------- | ------------------------ | --------- |
| 1.º         | Banana    | Ya lo veía venir de Moderatto     | Oculta                       | Salvado por el público   | Gana      |
| 2.º         | Lele      | Como la flor de Selena            | Karla Díaz                   | Eliminada por el público | Eliminado |
| 3.º         | Monstruo  | Vivir mi vida de Marc Anthony     | Oculta                       | Salvado por el público   | Gana      |
|             |           |                                   |                              |                          |           |
| Ronda final | Monstruo  | Y la fiesta comenzó de Timbiriche | Luis Ángel Franco "El Flaco" | Salvado por el público   | Ganador   |
| Ronda final | Banana    | Y la fiesta comenzó de Timbiriche | Mauricio Garza               | Eliminado por el público | 2.º lugar |

Al finalizar la competencia Monstruo recibió el premio de cantar a lado de los cantantes Carlos Rivera y Yuri cantando Ya no vives en mí cantado por los mismos Carlos Rivera y Yuri.
¿Quién es la máscara? Teletón 2021
Como parte del Teletón 2021, se llevó a cabo el tercer especial en donde Juanpa Zurita, Mónica Huarte y Carlos Rivera formaron el panel de investigadores para descubrir a los famosos que se escondían detrás de Caracol, Perro Callejero y Sirena. La conducción corrió a cargo de Adrián Uribe.
Participantes
| Personaje       | Famoso          | Ocupación    | Resultado                 |
| --------------- | --------------- | ------------ | ------------------------- |
| Sirena          | Daniela Magún   | Cantante     | Ganador                   |
| Perro Callejero | Pancho Barraza  | Cantante     | 2.º lugar                 |
| Caracol         | Andrea Escalona | Presentadora | Eliminado en la 1.ª Ronda |

Interpretaciones en el especial
| #           | Personaje       | Canción                                       | Identidad       | Votos                        | Resultado |
| ----------- | --------------- | --------------------------------------------- | --------------- | ---------------------------- | --------- |
| 1.º         | Caracol         | Piénsalo de la Banda MS                       | Andrea Escalona | Eliminada por el público 29% | Eliminado |
| 2.º         | Perro Callejero | Canción Bonita de Carlos Vives y Ricky Martin | Oculto          | Salvado por el público 30%   | Gana      |
| 3.º         | Sirena          | Good 4 u de Olivia Rodrigo                    | Oculta          | Salvado por el público 41%   | Gana      |
|             |                 |                                               |                 |                              |           |
| Ronda final | Sirena          | Chantaje de Shakira y Maluma                  | Daniela Magún   | Salvado por el público 51%   | Ganador   |
| Ronda final | Perro Callejero | Chantaje de Shakira y Maluma                  | Pancho Barraza  | Eliminado por el público 49% | 2.º lugar |

¿Quién es la máscara? Teletón 2022
Como parte del Teletón 2022, se llevó a cabo el Cuarto especial en donde Juanpa Zurita, Galilea Montijo y Carlos Rivera formaron el panel de investigadores para descubrir a los famosos que se escondían detrás de Cornelio, Pulpo y Dálmata. La conducción corrió a cargo de Omar Chaparro.
Participantes
| Personaje | Famoso               | Ocupación | Resultado                 |
| --------- | -------------------- | --------- | ------------------------- |
| Cornelio  | Mariazel Olle Casals | Cantante  | Ganador                   |
| Dálmata   | Michelle Renaud      | Actriz    | 2.º lugar                 |
| Pulpo     | Marlene Favela       | Actriz    | Eliminada en la 1.ª Ronda |

Interpretaciones en el especial
| #           | Personaje | Canción                                                      | Identidad            | Votos                    | Resultado |
| ----------- | --------- | ------------------------------------------------------------ | -------------------- | ------------------------ | --------- |
| 1.º         | Dálmata   | Girls Just Want To Have Fun de Hazard Robert                 | Oculto               | Salvada por el público   | Gana      |
| 2.º         | Cornelio  | Si una vez de Astudillo Pedro y Quintanilla Abraham III      | Oculto               | Salvada por el público   | Gana      |
| 3.º         | Pulpo     | La fuerza del destino de Carlos Andrés Ignacio (La Macarena) | Marlene Favela       | Eliminada por el público | Eliminada |
|             |           |                                                              |                      |                          |           |
| Ronda Final | Cornelio  | Duele el amor de Aleks Syntek y Ana Torroja                  | Mariazel Olle Casals | Salvada por el público   | Ganadora  |
| Ronda Final | Dálmata   | Duele el amor de Aleks Syntek y Ana Torroja                  | Michelle Renaud      | Eliminada por el público | 2.º lugar |

¿Quién es la máscara? Teletón 2023
Como parte del Teletón 2023, se llevó a cabo el Quito especial en donde Juanpa Zurita, Martha Higareda, Yuri y Carlos Rivera formaron el panel de investigadores para descubrir a los famosos que se escondían detrás de Avispa, Girasol y Milagrito. La conducción corrió a cargo de Omar Chaparro.
Participantes
| Personaje | Famoso         | Ocupación  | Resultado                 |
| --------- | -------------- | ---------- | ------------------------- |
| Avispa    | Raquel Bigorra | Conductora | Ganadora                  |
| Milagrito | Mariana Ochoa  | Actriz     | 2.º lugar                 |
| Girasol   | Paco De Miguel | Influencer | Eliminado en la 1.ª Ronda |

Interpretaciones en el especial
| #           | Personaje | Canción                                                     | Identidad      | Votos                    | Resultado |
| ----------- | --------- | ----------------------------------------------------------- | -------------- | ------------------------ | --------- |
| 1.º         | Avispa    | Malas decisiones de Kenia OS                                | Oculto         | Salvada por el público   | Gana      |
| 2.º         | Girasol   | KESI de Camilo                                              | Paco De Miguel | Eliminada por el público | Eliminado |
| 3.º         | Milagrito | Makeba de Jain                                              | Oculto         | Salvada por el público   | Gana      |
|             |           |                                                             |                |                          |           |
| Ronda final | Avispa    | Verano En NY junto con Manuel Medrano                       | Raquel Bigorra | Salvada por el público   | Ganadora  |
| Ronda final | Milagrito | No hubo presentación final se decidió por votos del público | Mariana Ochoa  | Eliminada por el público | 2.º lugar |

## Premios y nominaciones

### Premios TVyNovelas 2020
| Categoría                  | Nominados        | Resultados |
| -------------------------- | ---------------- | ---------- |
| Mejor programa de concurso | Miguel Ángel Fox | Ganador    |
| Mejor conductor            | Omar Chaparro    | Nominado   |
| Los favoritos del público  |                  |            |
| Estrella influencer        | Omar Chaparro    | Nominado   |
| La sonrisa más bella       | Omar Chaparro    | Nominado   |
| El más guapo               | Omar Chaparro    | Nominado   |
| Mejor reparto              | Miguel Ángel Fox | Nominado   |

### Premios Produ 2020
| Categoría                            | Nominados        | Resultados |
| ------------------------------------ | ---------------- | ---------- |
| Mejor formato extranjero no guionado | Miguel Ángel Fox | Ganador    |
| Mejor presentador de TV              | Omar Chaparro    | Ganador    |

### International Emmy Awards
| Categoría                       | Nominados             | Resultados |
| ------------------------------- | --------------------- | ---------- |
| Mejor entretenimiento sin guion | ¿Quién es la Máscara? | Nominado   |